# Acme Animation Factory
ACME Animation Factory é um jogo lançado para o Super Nintendo pela Sunsoft, em novembro de 1994.[carece de fontes?]
No ACME Animation Factory, é dado ao jogador uma série de ferramentas para criar seus próprios cartoons, usando os mais famosos personagens de Looney Tunes, incluindo gráficos, animação e música. Quando o cartoon é criado, pode ser salvo e depois usado novamente.